# Ascorhiza occidentalis
Ascorhiza occidentalis is een mosdiertjessoort uit de familie van de Clavoporidae. De wetenschappelijke naam van de soort is voor het eerst geldig gepubliceerd in 1889 door Fewkes.